# James F. Gebhardt
James F. Gebhardt, född 1948, är en amerikansk pensionerad infanterimajor och militärhistorisk författare. Han har studerat ryska och analyserat händelser på Nordkalotten (Petsamo) under andra världskriget.
Han är medförfattare till boken Slaget om Nordkalotten.

## Böcker

### Författare till böcker
- Slaget om Nordkalotten (medförfattare)
- The Petsamo-Kirkenes Operation : Soviet breakthrough and pursuit in the Arctic, October 1944
- Official Soviet Mosin-Nagant Rifle Manual

### Redaktör för böcker
- Fighting for the Soviet Motherland: Recollections from the Eastern Front: Hero of the Soviet Union
- Commanding the Red Army's Sherman Tanks: The World War II Memoirs of Hero of the Soviet Union Dmitriy Loza

### Översatta böcker
- Official Soviet AKM Manual
- Commandos from the Sea: Soviet Naval Spetsnaz in World War II
- Blood on the Shores: Soviet Naval Commandos in World War II